# 瘦狗岭

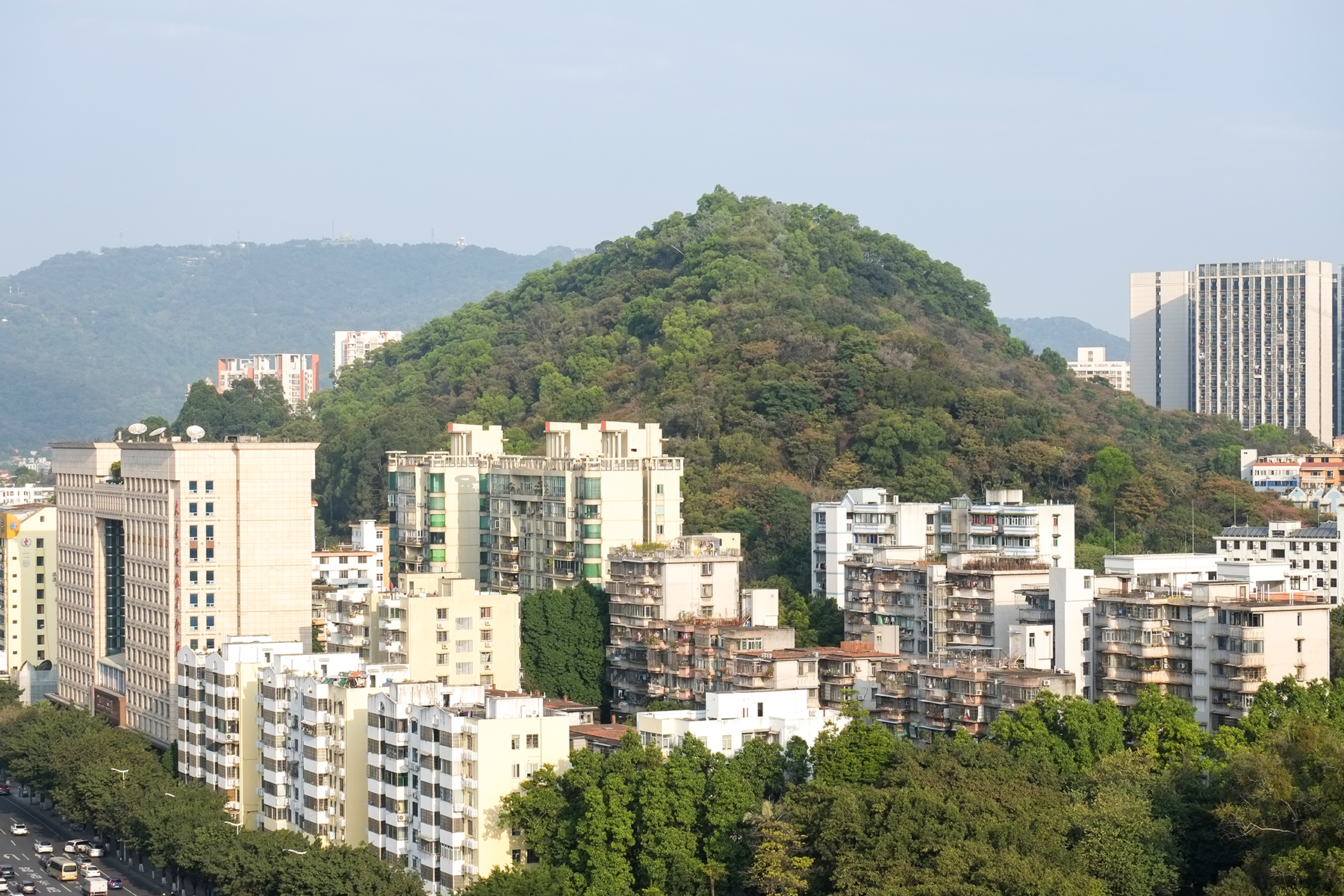
瘦狗岭

瘦狗岭位于中華人民共和国廣東省广州市天河区沙河街道东北侧，是一个小山岭。
因岭上高校众多而闻名，是广州著名的学校区域，有华南理工大学、华南师范大学、华侨补习学校（俗称“华侨补校”或简称“华补”）。在20世纪初期代是广州最有名的山头。南邻广州火车东站。

## 地理

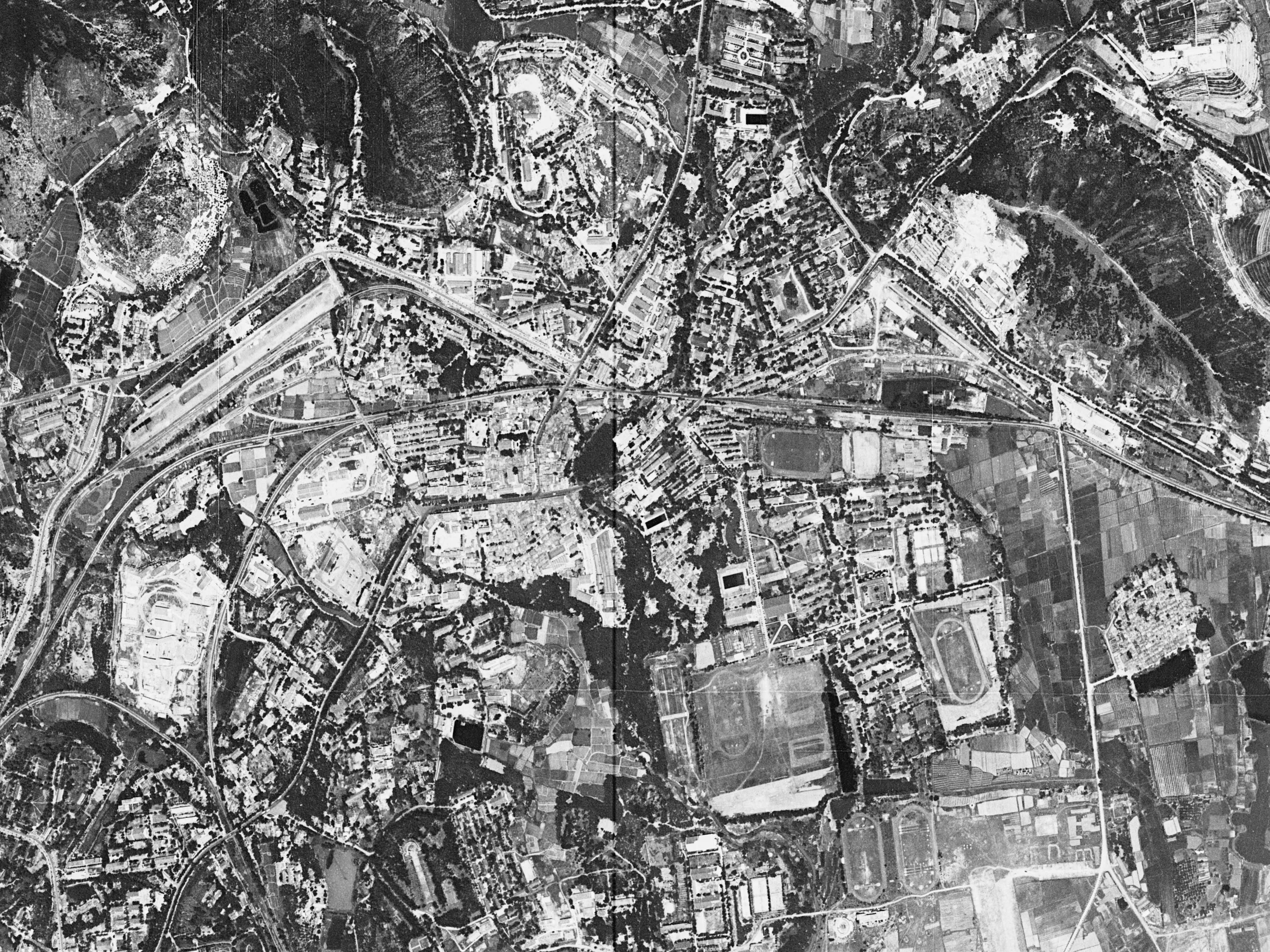
瘦狗岭（右上）及附近卫星图（1966年）

由断裂层作用上升而形成，呈西北至东南走向，长1千米，宽0.5千米，面积0.5平方公里，海拔131.3米。山体远望似狗，故名瘦狗岭。南坡有东西走向的瘦狗岭断裂通过，岭北为升起为台地，岭南下降为平原。山坡平直陡峭，地势险要，扼守广州东都交通咽喉。山坡南北岩石显著不同，南坡为白垩纪红色沙砾岩，北坡为晚古生代混合岩。地面覆盖薄层红壤，植被为马尾松疏林，产瓷土。

## 得名
传说宋朝时期，一只老虎追着一只狗来到此处，被一个和尚遇见，和尚慈悲为怀，喝着老虎，老虎就化为石头，即今天广州的虎头岩。而那只狗也化作了瘦狗岭。
瘦狗岭面向西北，形象如一瘦狗，所以有名瘦狗岭。

## 改名
由于瘦狗岭上学校众多，也因此有不少“秀才”，在1998年，有学者觉得“瘦狗”二字不雅，于是建议政府改掉地名，但地方政府经过多方考虑后，决定保留原名。

## 炮打瘦狗岭
瘦狗岭有一段传说，相传明朝时候，皇帝听闻广州瘦狗岭旁出现一坑，腾出龙气会危及大明皇朝，于是便命广东最高掌管年年霜降日发炮轰打瘦狗岭，并且一直流传到清朝中叶。在当时也形成一个习俗。
而也有了民谚“炮打瘦狗岭，唔打唔得”（炮打瘦狗岭，不打不行）以及“你係瘦狗岭，唔打你会变成精”（你是瘦狗岭，不打你会变成精）。

## 近现代历史
瘦狗岭今为广州市东北，属北郊。但旧为广州东郊，为广州市军事要塞，是兵家必争之地。

### 太平军围攻广州
1854年7月，佛山天地会首领陈开与太平天国呼应，在石湾附近发动起义，而另一天地会首领陈显良亦同时聚众发动起义，从燕塘出发，结果途中与清兵相遇，双方激战，陈显良兵败，清军占领燕塘，并将瘦狗岭一带房屋全数烧毁。

### 新军起义
洋务运动期间，清朝创立新军，广州驻防要地为燕塘，1910年2月12日，由同盟会发动，驻燕塘新军3000余人参与起义，进攻省城（时瘦狗岭位属广州东郊）。遇到清军主力拦截，双方激战，起义失败，百余人阵亡，是次起义，约早黄花岗起义一年。

### 冯如坠机
1912年8月25日，由美国归国华侨飞行师冯如以及其友人迪可驾驶飞机作表演。表演途中飞机突然失控以及坠落。两位机师均伤重不治，冯如享年28岁。

### 第一次粤桂战争
1916年，广州为桂系军阀所据。1920年8月，孙文令陈炯明从福建班师回穗，驱逐桂系。是年底，陈炯明抵达东郊，在瘦狗岭一带与设伏于此的桂系万余人军队展开决战大败桂军。为孙文就任非常大总统，成立新的民国政府奠定基础。